# Frutta e verdura
Frutta e verdura è il ventitreesimo album studio della cantante italiana Mina, pubblicato su LP a ottobre del 1973 dall'etichetta discografica di proprietà della cantante PDU e distribuito dalla EMI Italiana.. Album di inediti, anticipato dal singolo E poi.../Non tornare più e dalla canzone Domenica sera su un altro 45 giri.

## Storia
Dopo la partecipazione alla raccolta promozionale Piccola storia della canzone italiana, derivata dall'omonimo programma radiofonico, cui Mina aveva presenziato interpretando Tu, musica divina (testo di Alfredo Bracchi, musica di Giovanni D'Anzi), viene pubblicato un nuovo doppio album intitolato Frutta e verdura. I due 33 giri inediti che contiene saranno poi distribuiti separatamente con i titoli: Frutta e verdura e Amanti di valore.
Il doppio ha una sovracopertina apribile a poster, che contiene i due dischi riposti nelle rispettive confezioni originali, ciascuna a busta chiusa e senza diciture sulla costa. La sovracopertina reca un'immagine della cantante priva di titoli o didascalie, all'interno due sequenze di quattro foto tutte provenienti dai primi servizi fotografici di Mauro Balletti per la cantante sul set dei video per pubblicizzare la Cedrata Tassoni.

## Descrizione
Nella discografia ufficiale e sul catalogo PDU (PLD 5069), precede Amanti di valore (PLD 5070), anche se le date sulle matrici di registrazione, rispettivamente 23 e 22 ottobre 1973, sembrino suggerire il contrario.
La copertina, da un'idea di Luciano Tallarini, si apre a libretto e contiene una sola grande fotografia a colori dell'artista.
Album italiano campione di vendite nel 1974, in classifica infatti è secondo solo alla colonna sonora del film americano Jesus Christ Superstar. Ha ormai superato il milione di copie vendute.

## Tracce
Lato A
1. Fa' qualcosa – 3:58 (testo: Alberto Testa – musica: Walter Malgoni; edizioni musicali PDU/ItalCarisch)
2. Non tornare più – 4:42 (testo: Franco Califano – musica: Dario Baldan Bembo; edizioni musicali PDU/Come il vento)
3. Devo tornare a casa mia – 3:50 (Luigi Clausetti alias Ascri; edizioni musicali PDU)
4. Domenica sera – 3:20 (testo: Stefano Scandolara – musica: Corrado Castellari; edizioni musicali PDU/VDP)
5. La vigilia di Natale – 3:38 (testo: Andrea Lo Vecchio – musica: Shel Shapiro; edizioni musicali PDU/Shesha)

Lato B
1. Questo si, questo no – 4:20 (testo: Giorgio Calabrese – musica: Pino Donaggio; edizioni musicali PDU/Star)
2. E poi... – 4:47 (testo: Andrea Lo Vecchio – musica: Shel Shapiro; edizioni musicali PDU/Shel Shapiro)
3. Dichiarazione d'amore – 3:00 (testo: Vito Pallavicini – musica: Alberto Anelli; edizioni musicali PDU)
4. La pioggia di marzo (Aguas de março) – 3:40 (testo: Giorgio Calabrese – musica: Antônio Carlos Jobim; edizioni musicali PDU/VDP)
5. Tentiamo ancora – 3:35 (testo: Andrea Lo Vecchio – musica: Pino Presti; edizioni musicali PDU)

- Arrangiamenti e direzione d'orchestra: Pino Presti, tranne Non tornare più  (Dario Baldan Bembo) e Devo tornare a casa mia  (Natale Massara). Si avvale della partecipazione di Tullio De Piscopo alla batteria.
- Tecnico del suono: Nuccio Rinaldis.

## Musicisti
- Pino Presti – basso/piano/Fender Rhodes
- Victor Bacchetta - piano, organo Hammond
- Andrea Sacchi - chitarra elettrica/acustica
- Sergio Farina - chitarra elettrica
- Massimo Verardi - chitarra acustica, mandolino
- Hugo Heredia - flauto
- Tullio De Piscopo - batteria
- Renè Mantegna - congas
- Arturo Prestipino Giarritta, Sergio Almangano - violini primi
- I Musicals di Dino Comolli - cori
- Dino Comolli - fischio in Domenica sera
- Oscar Valdambrini, Al Korvin, Fermo Lini, Giuliano Bernicchi - trombe

## Versioni Tracce
- Non tornare più:

versione in francese '74 Les oiseaux reviennent, vedi Quand ma voix te touche (Album francese '98)
- Devo tornare a casa mia:

versione in spagnolo '75 Debo volver ya con los mios, vedi Mina canta en español (Album spagnolo '75)
- Domenica sera:

versione in spagnolo Domingo a la noche, vedi Mina canta en español (Album spagnolo '75)
versione in tedesco Die Liebe am Sonntag, vedi Heisser Sand
versione in inglese Don't Ask Me To Love You, vedi Mina (Album inglese '78)
- Questo sì, questo no:

versione spagnolo Esto sì, esto no, vedi Lo importante es el final (Album spagnolo '76)
- La pioggia di marzo
Versione con il testo in italiano scritto da Giorgio Calabrese di Aguas de março, brano di Antônio Carlos Jobim e portato al successo da Elis Regina nel 1972; mai cantata da Mina in lingua originale.

Insieme a Fa' qualcosa è presente nella raccolta Del mio meglio n. 3 (1975) e nei due volumi della Platinum Collection (2004 e 2006).
Il video della versione dal vivo, tratta dal programma televisivo Milleluci (4ª puntata, 6 aprile 1974), è contenuto nel DVD Gli Anni Rai 1972-1978 Vol. 1, che fa parte di un cofanetto monografico in 10 volumi pubblicato da Rai Trade e GSU nel 2008.
- E poi...:

versione Live '78, vedi Mina Live '78
versione '92 mixata con Un nuovo amico, vedi Sorelle Lumière
versione in spagnolo Y que?, vedi Colección latina
versione in tedesco Und dann, vedi Heisser Sand
versione in inglese Runaway, vedi Runaway/I Still Love You (Singolo inglese '74)
versione in francese Et puis ça sert à quoi vedi Mina (Album francese '76)